# Carlos Quintero (Radsportler)
Carlos Julián Quintero Norena (* 5. März 1986 in Villamaría) ist ein kolumbianischer Bahn- und Straßenradrennfahrer.

## Sportliche Laufbahn
Carlos Quintero gewann 2005 bei den Panamerikameisterschaften die Bronzemedaille in der Mannschaftsverfolgung und wurde in der Einerverfolgung kolumbianischer Meister. Auf der Straße wurde er 2011 Vierter im Straßenrennen der Panamerikameisterschaft. Von 2012 bis 2015 fuhr Quintero für das Professional Continental Team Colombia. In seinem ersten Jahr dort startete er bei Mailand–Sanremo und gewann die Bergwertung bei den Vier Tagen von Dünkirchen. 2013 nahm erstmals an einer großen Rundfahrt teil, dem Giro d’Italia 2013, den er jedoch nicht beendete. 2015 gewann er die Bergwertung von Tirreno–Adriatico.
2018 gewann Quintero die sechste Etappe der Vuelta a Colombia, die aber in diesem Jahr nicht als internationales Rennen ausgetragen wurde. 2019 belegte er bei der Klasika Primavera Rang zwei und entschied eine Etappe der Asturien-Rundfahrt für sich.

## Erfolge

### Straße
2019
- eine Etappe Asturien-Rundfahrt

2021
- GP Velo Alanya
- GP Gündogmus

### Bahn
2005
- Panamerikameisterschaft – Mannschaftsverfolgung (mit Carlos Alzate, Alexander González und José Serpa)
- Kolumbianischer Meister – Einerverfolgung

## Grand-Tour-Platzierungen
| Grand Tour            | 2013 | 2014 | 2015 |
| --------------------- | ---- | ---- | ---- |
| Giro d’ItaliaGiro     | DNF  | 117  | –    |
| Tour de FranceTour    | –    | –    | –    |
| Vuelta a EspañaVuelta | –    | –    | 92   |

## Teams
- 2012 Colombia-Coldeportes
- 2013 Colombia
- 2014 Colombia
- 2015 Colombia
- 2016 China Continental Team of Gansu Bank (13. Juni bis 10. September)
- 2018 Orgullo Paisa
- 2019 Manzana Postobón Team
- 2020 Terengganu Cycling Team
- 2021 Terengganu Cycling Team